# Hermann von Lengerke

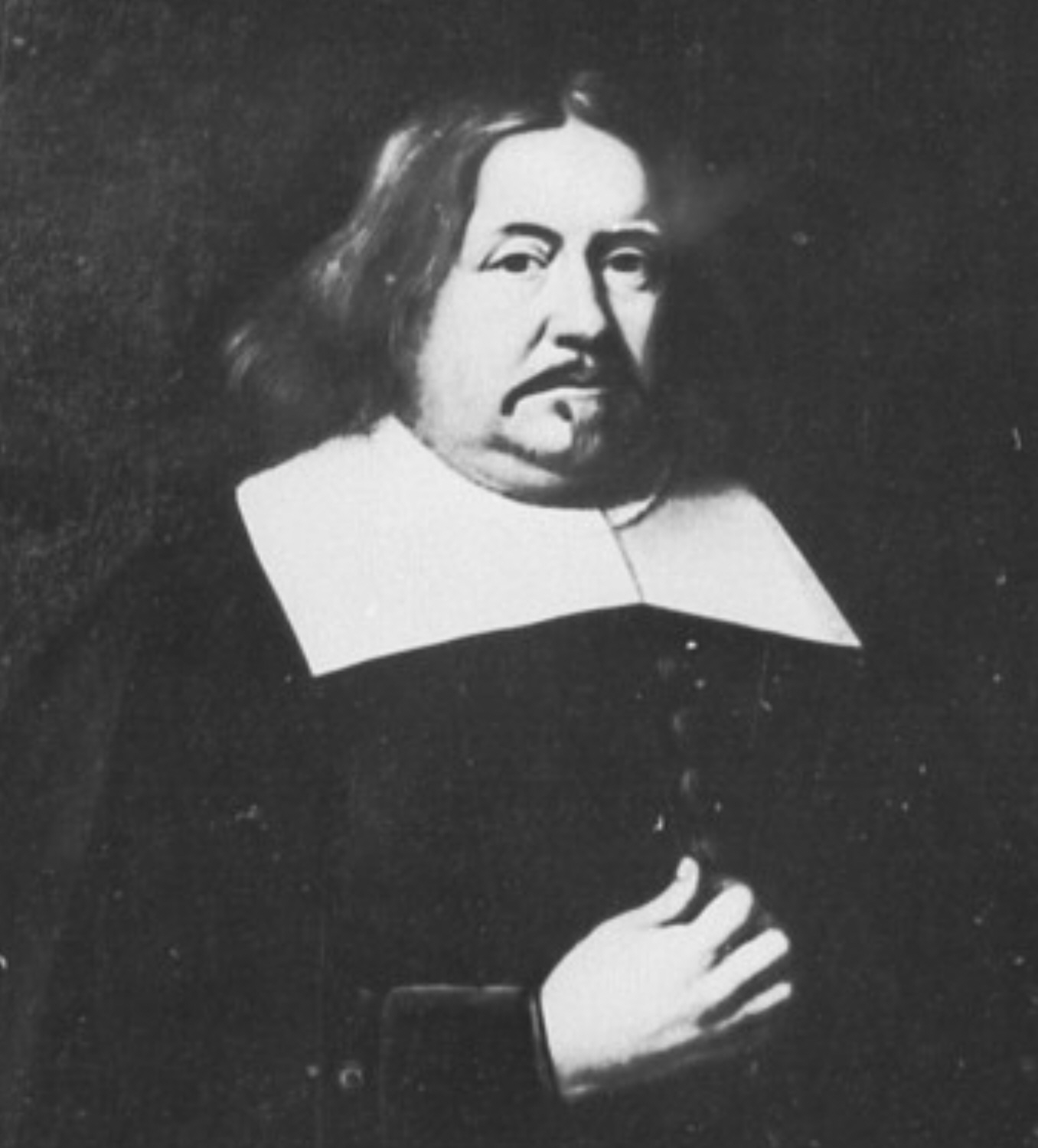
Porträt Hermann von Lengerke

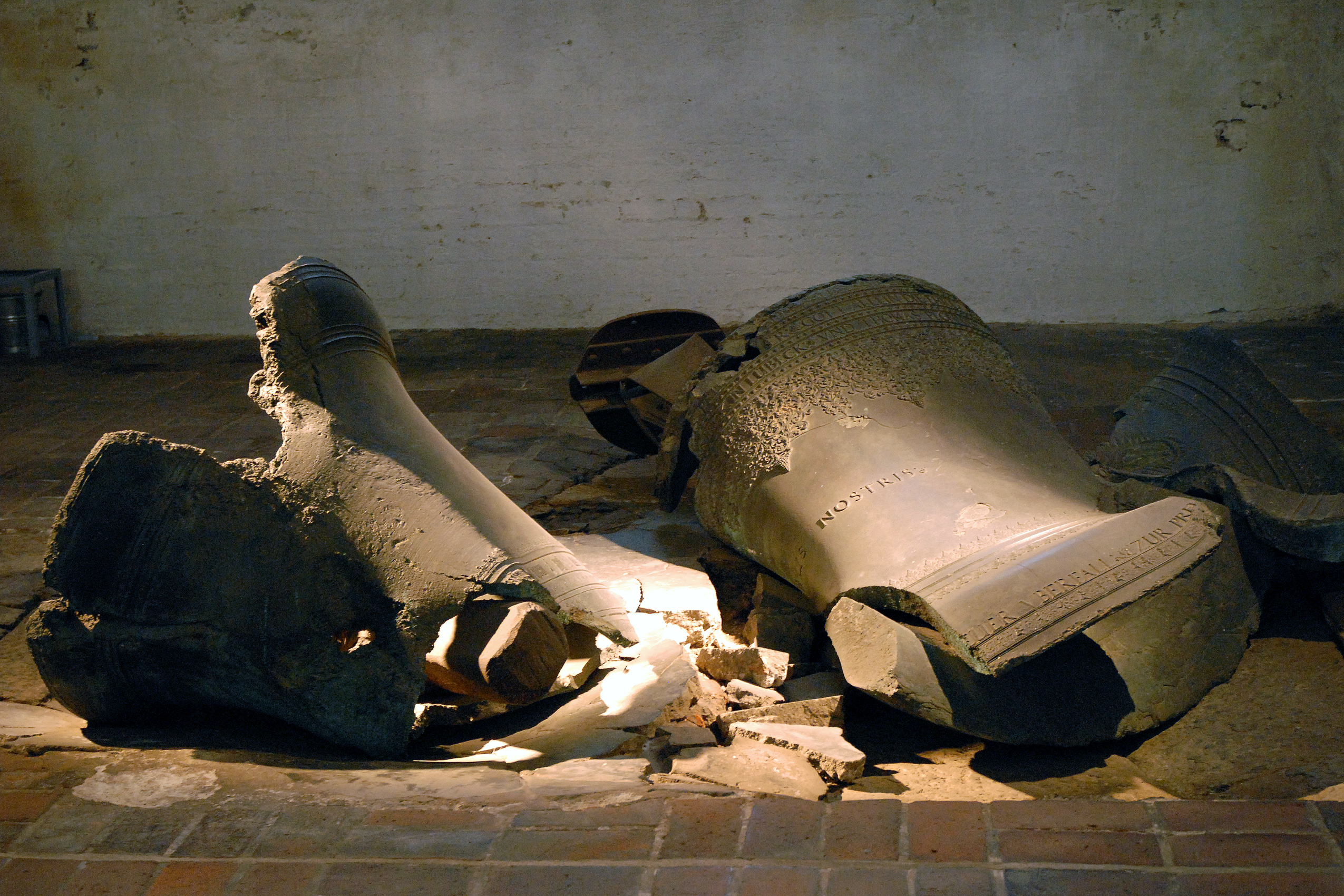
Die zerstörten Glocken von St. Marien; rechts die von Albert Benningk 1669 gegossene Pulsglocke

Hermann von Lengerke (* 1607 in Lübeck; † 26. Dezember 1668 ebenda) war ein Lübecker Ratsherr.

## Leben
Hermann von Lengerke war Sohn des Lübecker Ratsherrn Georg von Lengerke und seiner Frau Dorothea, geborene von Elsewich, sowie Enkel des Kieler Bürgermeisters Ameling von Lengerke. Lengerke war 1650 Ältermann der Lübecker Schonenfahrer. Er wurde 1654 in den Rat der Hansestadt Lübeck erwählt. Gemeinsam mit dem Ratsherrn Heinrich Kerkring war er 1659 als Gesandter Lübecks in Vertretung von Schifffahrtsinteressen am Hof von Kopenhagen in Dänemark. Gemeinsam mit dem Bürgermeister Matthäus Rodde war er Vorsteher der Lübecker Marienkirche; beide stehen als Kirchenvorstände in der Inschrift der 1669 von Albert Benningk neu gegossenen Pulsglocke der Kirche, die 1942 beim Luftangriff auf Lübeck zerstört wurde und deren Reste heute Mahnmal sind.
Am 18. Dezember 1634 heiratete er in Lübeck Elisabeth Schledebusch. Aus dieser Ehe gingen Kinder hervor.